# Theodor de Croix

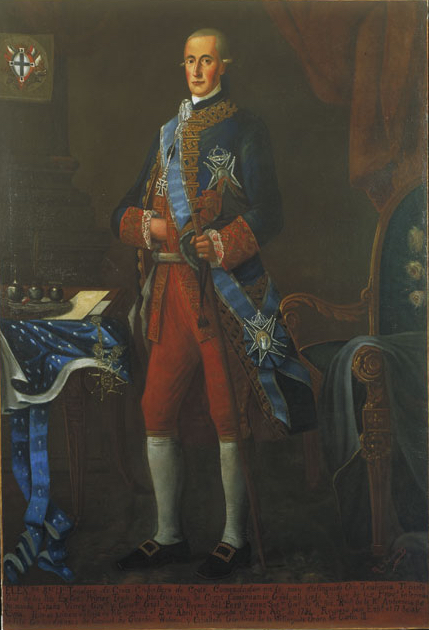
Theodor de Croix

Franz Theodor Freiherr de Croix (spanisch Francisco Teodoro de Croix; * 20. Juni 1730 (nach anderen Quellen: 1717) auf Schloss Prévoté bei Lille, Frankreich; † 8. April 1791 (nach anderen Quellen: 1792) in Madrid) war Ritter des Deutschen Ordens, Oberbefehlshaber in Kalifornien und Texas und schließlich spanischer Vizekönig von Peru.

## Leben

### Jugend und Herkunft
De Croix wurde 1730 (nach anderen Quellen: 1717) als drittes Kind von Alexander Maximilian Franz de Croix, Markgraf (französisch: Marquis) von Heuchin und seiner Frau Isabel Clare Eugenia geboren. Die Familie stammte aus altem Adel. Im Alter von 17 Jahren trat Theodor in die Dienste des Königs von Spanien.

### Karriere im Deutschen Orden
1750 wurde er in den Deutschen Orden von Flandern aufgenommen. 1756 erhielt er das Ordenskreuz und wurde zum Ritter befördert. Er gehörte der Ballei Alden Biesen an und musste in dieser bis 1770 warten, bis er mit Ramersdorf bei Bonn seine erste Kommende erhielt. In den Jahren 1776 bis 1778 war er als Komtur der Deutschordenskommende St. Aegidius in Aachen, einer Kommende der Ballei Alden Biesen tätig.

### Karriere in Mexiko
1766 begleitete er seinen Onkel Carlos Francisco de Croix, der zum Vizekönig von Neuspanien ernannt worden war, in die Neue Welt. Sie erreichten Veracruz am 18. Juli und Mexiko-Stadt am 25. August 1766. Hier wurde er zunächst Gouverneur von Acapulco, hatte dort aber nur zweieinhalb Monate pro Jahr zuzubringen. 1770 stieg er zum Brigadier auf. 1772 kehrte er via Kuba nach Spanien zurück. König Karl III. hatte Sonora, Sinaloa, Nueva Vizcaya (Mexiko) und Kalifornien als eigene Provinzen von Mexiko abgetrennt und übertrug Croix, inzwischen im Range eines Feldmarschalls den Oberbefehl dort. Die guten Beziehungen der Familie Croix zum spanischen Indien-Minister, José de Gálvez y Gallardo trugen vermutlich zu dieser Benennung bei.
Als Gouverneur war Croix weitgehend unabhängig vom Vizekönig, Antonio María de Bucareli y Ursúa, mit dem ihn eine intensive Rivalität verband. Er verbesserte die militärischen Befestigungen auf dem Gebiet von Kalifornien und Texas. Sein Amt hatte er bis zum 13. Februar 1783 inne, als er zum Generalleutnant, Vizekönig, Gouverneur und Generalkapitän von Peru ernannt wurde.

### Amtszeit als Vizekönig von Peru
Am 6. April 1784 traf er in Lima ein und übernahm das Amt von seinem Vorgänger Agustín de Jáuregui, der bereits im Sterben lag.
Er hatte das Amt bis zum 23. März 1790, als ihn der neue König Karl IV. ablöste. Über die Umstände ist nichts bekannt, da Croix aber zum Abschied das Großkreuz vom Orden Karls III. erhielt und mit dem Posten eines Obersten des königlich-wallonischen Garderegiments versehen wurde, ist davon auszugehen, dass er nicht in Unehren ging.

### Rückkehr nach Europa und Tod
Am 17. April 1790 schiffte sich Croix nach Europa ein. Weniger als ein Jahr später, am 8. April 1791 starb er.